# التوقيع التكنولوجي
التوقيع التكنولوجي أو العلامات التقنية هو أي خاصية أو تأثير قابل للقياس يوفر دليلًا علميًا على التكنولوجيا السابقة أو الحالية. ويفضل بعض المؤلفين استبعاد الإرسال اللاسلكي من التعريف، ولكن هذا الاستخدام المقيد ليس واسع الانتشار.
اقترحت جيل تارتر إعادة تسمية البحث عن ذكاء خارج الأرض (بالإنجليزية: SETI) إلى (البحث عن التواقيع التقنية).يمكن اكتشاف أنواع مختلفة من التواقيع التقنية، مثل التسرب الإشعاعي من منشآت الهندسة الفلكية العملاقة، مثل كرات دايسون، أو الضوء من خارج كوكب الأرض، أو دفعات شكادوف ذات القدرة على تغيير مدارات النجوم حول مركز المجرة، باستخدام التلسكوبات الفائقة. وُصفت بعض الأمثلة على التواقيع التكنولوجية في كتاب بول ديفيز الصمت الغريب لعام 2010، على الرغم من أن المصطلحين «التوقيع التقني» و«العلامات التقنية» لا يظهران في الكتاب.
بالنسبة إلى مشاريع الهندسة الفلكية، فإن كرة دايسون، التي أنشئت بوساطة أشكال الحياة تتسبب في القرب من نجمة تشبه الشمس، تؤدي إلى زيادة في كمية الإشعاع بالأشعة تحت الحمراء في الطيف المنبعث لنظام النجوم. ومن ثم، اختار فريمان دايسون عنوان البحث عن المصادر النجمية الاصطناعية للإشعاع تحت الأحمر لورقته البحثية لعام 1960 حول هذا الموضوع. تبنت SETI هذه الافتراضات في بحثها، بحثًا عن أطياف الأشعة تحت الحمراء الثقيلة من نظائرها الشمسية. منذ عام 2005، أجرى فيرميلاب (بالإنجليزية: Fermilab) مسحًا مستمرًا لمثل هذه الأطياف، وتحليل البيانات من القمر الصناعي الفلكي بالأشعة تحت الحمراء.
يتطلب تحديد أحد مصادر الأشعة تحت الحمراء العديدة على أنه كرة دايسون تقنيات محسّنة للتمييز بين كرة دايسون والمصادر الطبيعية. اكتشف فيرميلاب 17 مرشحًا غامضًا، سميت أربعة منها بأنها مسلية، ولكنها ما زالت موضع تساؤل. ثم أسفرت عمليات البحث الأخرى أيضًا عن العديد من المرشحين، التي لا تزال غير مؤكدة.,.
في أكتوبر 2012، حصل عالم الفلك جيف مارسي، أحد رواد البحث عن الكواكب خارج المجموعة الشمسية، على منحة بحثية للبحث في البيانات من تلسكوب كيبلر، بهدف اكتشاف العلامات المحتملة لمجالات دايسون.

## المسارات المدارية وتوقيعات العبور والنشاط النجمي وتكوين النظام النجمي
يمكن أيضًا اكتشاف دفعات شكادوف، ذات القدرة الافتراضية على تغيير المسارات المدارية للنجوم من أجل تجنب الأخطار المختلفة على الحياة، مثل السحب الجزيئية الباردة أو تأثيرات المذنبات، بطريقة مماثلة للكواكب العابرة خارج المجموعة الشمسية التي بحث عنها كبلر. على النقيض من الكواكب، يبدو أن الدافعات تتوقف فجأة فوق سطح النجم بدلًا من عبوره بالكامل، لتكشف عن أصلها التكنولوجي. إضافةً إلى ذلك، قد تكشف أدلة التعدين المستهدف للكويكبات خارج المجموعة الشمسية أيضًا عن وجود ذكاء خارج كوكب الأرض (ETI). علاوة على ذلك، فقد اقتُرح أن المعلومات يمكن أن تكون مخفية داخل بصمات عبور الكواكب الأخرى. يمكن للحضارات المتقدمة أن تخفي وجودها، أو تبثه عن عمد، من طريق انبعاث الليزر المتحكم فيه. تشتمل الخصائص الأخرى المقترحة بوصفها توقيعات تقنية محتملة (أو نقاط انطلاق للكشف عن توقيعات أوضح) على فترات مدارية غريبة، مثل ترتيب الكواكب في أنماط الأعداد الأولية. قد يتغير نشاط الإكليل والكروموسفير على النجوم. قد تستخدم الحضارات خارج كوكب الأرض الكواكب العائمة الحرة (الكواكب المارقة) للنقل بين النجوم مع عدد من البصمات التكنولوجية المحتملة المقترحة.

## شبكات الاتصالات
تشير دراسة إلى أنه في حالة وجود ETs، فقد يكون لديهم شبكة (شبكات) اتصالات وقد يكون لديهم بالفعل مجسات في النظام الشمسي قد يكون اتصالها قابلًا للاكتشاف. تشير الدراسات التي أجراها جون جيرتز إلى أن تحقيقات flyby (الكشفية) قد تراقب الأنظمة الشمسية الوليدة بنحو متقطع وأن المسابير الدائمة ستتواصل مع قاعدة منزلية، ويحتمل أن تستخدم مشغلات وظروف مثل الكشف عن التسرب الكهرومغناطيسي أو البصمات الحيوية. يقترحون أيضًا عددًا من الاستراتيجيات لاكتشاف تحقيقات (ET) المحلية، مثل اكتشاف الرسائل البصرية المنبعثة. كما وجد أنه نظرًا إلى الشبكات بين النجوم لعقد الاتصالات، فإن البحث عن الإشارات بين النجوم المتعمدة -كما هو شائع في SETI- قد يكون عديم الجدوى. قد تتكون العمارة من عقد مفصولة بمسافات فرعية من سنة ضوئية ومدمرة بين النجوم المجاورة. قد تحتوي أيضًا على النجوم النابضة بوصفها منارات أو عقدًا يجري تعديل حزمها بوساطة آليات يمكن البحث عنها. علاوة على ذلك، تشير دراسة إلى أن عمليات البحث السابقة لم تكن لتكتشف منارات إشارة كهرومغناطيسية فعالة من حيث التكلفة.

## تحليل الكواكب
مختلف علماء الفلك، متضمنةً آفي لوب من مركز الفيزياء الفلكية. اقترح كل من هارفارد وسميثسونيان وإدوين إل تيرنر من جامعة برينستون أن الضوء الاصطناعي من الكواكب خارج كوكب الأرض، مثل الضوء المنبعث من المدن والصناعات وشبكات النقل، يمكن اكتشافه والإشارة إلى وجود حضارة متقدمة. ومع ذلك، فإن مثل هذه الأساليب تفترض أن الطاقة المشعة التي تولدها الحضارة ستكون مجمعة نسبيًا، ومن ثم يمكن اكتشافها بسهولة.
يجب التمييز بين الضوء والحرارة المكتشفة من الكواكب وبين المصادر الطبيعية لإثبات وجود حياة ذكية على كوكب ما بنحو قاطع. قد يكون LUVOIR A)) المقترح قادرًا على اكتشاف أضواء المدينة اثنتي عشر مرة من أضواء الأرض على (Proxima b) في 300 ساعة.

## تحليل الغلاف الجوي
قد يكشف تحليل الغلاف الجوي للأغلفة الجوية للكواكب، كما هو الحال بالفعل على أجسام مختلفة من النظام الشمسي وبطريقة بدائية على العديد من كواكب المشتري الساخنة خارج المجموعة الشمسية، عن وجود مواد كيميائية تنتجها الحضارات التكنولوجية. على سبيل المثال، يمكن اكتشاف انبعاثات الغلاف الجوي من استخدام التكنولوجيا البشرية على الأرض، متضمنةً ثاني أكسيد النيتروجين ومركبات الكربون الكلورية فلورية، من الفضاء. لذلك يمكن اكتشاف تلوث الهواء الاصطناعي على الكواكب خارج المجموعة الشمسية وعلى الأرض عبر الغلاف الجوي SETI))، متضمنةً مستويات التلوث (NO2) وبتكنولوجيا تلسكوبية قريبة من اليوم.
```
قد لا تتكون مثل هذه البصمات التقنية من الكشف عن مستوى مادة كيميائية معينة ولكن الاكتشافات المتزامنة لمستويات مواد كيميائية محددة متعددة في الغلاف الجوي.
[
37
]
```

ومع ذلك، لا يزال هناك احتمال لسوء الكشف. على سبيل المثال، يحتوي الغلاف الجوي لتيتان على بصمات يمكن اكتشافها لمواد كيميائية معقدة تشبه ما هو موجود على الأرض من الملوثات الصناعية، على الرغم من أنه ليس منتجًا ثانويًا للحضارة. اقترح بعض علماء (SETI) البحث عن أجواء اصطناعية أنشئت بوساطة هندسة الكواكب لإنتاج بيئات صالحة للاستعمار بوساطة (ETI).
1. ↑  Almár, Iván (2011). "SETI and astrobiology: The Rio Scale and the London Scale". Acta Astronautica. ج. 69 ع. 9–10: 899–904. Bibcode:2011AcAau..69..899A. DOI:10.1016/j.actaastro.2011.05.036.(الاشتراك مطلوب)
2. ↑  Freemann J. Dyson (1960). "Search for Artificial Stellar Sources of Infra-Red Radiation". Science. ج. 131 ع. 3414: 1667–1668. Bibcode:1960Sci...131.1667D. DOI:10.1126/science.131.3414.1667. PMID:17780673. S2CID:3195432. مؤرشف من الأصل في 2019-07-14. اطلع عليه بتاريخ 2022-10-30.
3. 1 2  Carrigan، Dick (2006). "Fermilab Dyson Sphere search program". مؤرشف من الأصل في 2006-03-06. اطلع عليه بتاريخ 2006-03-02.
4. ↑  Shostak، Seth (Spring 2009). "When Will We Find the Extraterrestrials?" (PDF). Engineering & Science. ج. 72 ع. 1: 12–21. ISSN:0013-7812. مؤرشف من الأصل (PDF) في 2015-04-15.
5. ↑  Carrigan، Richard؛ Dyson، Freeman J. (15 مايو 2009). "Dyson sphere at Scholarpedia". Scholarpedia. Scholarpedia.org. ج. 4 ع. 5: 6647. DOI:10.4249/scholarpedia.6647. مؤرشف من الأصل في 2022-10-30. اطلع عليه بتاريخ 2013-07-10.
6. ↑  Carrigan، D. (2012). "Fermilab Dyson Sphere search program". مؤرشف من الأصل في 2006-03-06. اطلع عليه بتاريخ 2012-01-15.
7. ↑  Sanders، Robert (5 أكتوبر 2012). "Grants help scientists explore boundary between science & science fiction". Newscenter.berkeley.edu. مؤرشف من الأصل في 2022-10-30. اطلع عليه بتاريخ 2013-07-10.
8. ↑  Villard، Ray (2013). "Alien 'Star Engine' Detectable in Exoplanet Data?". Discovery News. مؤرشف من الأصل في 2013-06-28. اطلع عليه بتاريخ 2013-07-08.
9. ↑  Villard، Ray (2013). "Alien 'Star Engine' Detectable in Exoplanet Data?". Discovery News. مؤرشف من الأصل في 2013-06-28. اطلع عليه بتاريخ 2013-07-08.
10. ↑  Duncan Forgan؛ Martin Elvis (2011). "Extrasolar Asteroid Mining as Forensic Evidence for Extraterrestrial Intelligence". International Journal of Astrobiology. ج. 10 ع. 4: 307–313. arXiv:1103.5369. Bibcode:2011IJAsB..10..307F. DOI:10.1017/S1473550411000127. S2CID:119111392.
11. ↑  Kipping، David (19 أبريل 2016). "Here's how we could hide Earth from aliens if we had to". Washington Post. مؤرشف من الأصل في 2022-10-30. اطلع عليه بتاريخ 2021-11-22.
12. ↑  Kipping، David M.؛ Teachey، Alex (21 يونيو 2016). "A cloaking device for transiting planets". Monthly Notices of the Royal Astronomical Society. ج. 459 ع. 2: 1233–1241. DOI:10.1093/mnras/stw672.
13. ↑  "Aliens could say hello by arranging planets in prime number pattern". New Scientist. مؤرشف من الأصل في 2022-10-30. اطلع عليه بتاريخ 2022-08-03.
14. ↑  Scharf, Caleb A. "The Technosignature Challenge". Scientific American Blog Network (بالإنجليزية). Archived from the original on 2022-10-30. Retrieved 2022-08-03.
15. ↑  Romanovskaya, Irina K. (Jun 2022). "Migrating extraterrestrial civilizations and interstellar colonization: implications for SETI and SETA". International Journal of Astrobiology (بالإنجليزية). 21 (3): 163–187. DOI:10.1017/S1473550422000143. ISSN:1473-5504.
16. ↑  Gillon، Michael؛ Burdanov، Artem؛ Wright، Jason T. (29 نوفمبر 2021). "Search for an alien communication from the Solar System to a neighbor star". arXiv:2111.05334.
  - News article: Williams, Matt. "If alien probes are already in the solar system, maybe we could detect them calling home". Universe Today (بالإنجليزية). Archived from the original on 2022-10-30.
17. ↑  Gertz، John (8 يونيو 2021). "Oumuamua and Scout ET Probes". arXiv:1904.04914.
18. ↑  Gertz, John. "Maybe the Aliens Really Are Here". Scientific American (بالإنجليزية). Archived from the original on 2022-10-08. Retrieved 2022-08-03.
19. ↑  Gertz، John (4 ديسمبر 2020). "Strategies for the Detection of ET Probes Within Our Own Solar System". arXiv:2011.12446.
20. ↑  Gillon، Michael؛ Burdanov، Artem؛ Wright، Jason T. (29 نوفمبر 2021). "Search for an alien communication from the Solar System to a neighbor star". arXiv:2111.05334.
21. ↑  Gertz، John (21 أكتوبر 2021). "The Search for Deliberate Interstellar SETI Signals May Be Futile". arXiv:2110.11502.
22. ↑  Gertz، John؛ Marcy، Geoffrey (27 أبريل 2022). "Engineering an Interstellar Communications Network by Deploying Relay Probes". arXiv:2204.08296.
23. ↑  LaViolette، Paul A. (1999). "Evidence that Radio Pulsars may be Artificial Beacons of ETI Origin". مؤرشف من الأصل في 2022-10-30.
24. ↑  Haliki, Emir (Oct 2019). "Broadcast network model of pulsars as beacons of extraterrestrial civilizations". International Journal of Astrobiology (بالإنجليزية). 18 (5): 455–462. DOI:10.1017/S1473550418000459. ISSN:1473-5504. S2CID:126214354.
25. ↑  "Stingy aliens may call us on cheap rates only". New Scientist. مؤرشف من الأصل في 2022-10-30. اطلع عليه بتاريخ 2022-08-03.
26. ↑  "SETI search urged to look for city lights". UPI.com. 3 نوفمبر 2011. مؤرشف من الأصل في 2022-10-30. اطلع عليه بتاريخ 2013-07-10.
27. ↑  Extrasolar Planets: Formation, Detection and Dynamics Rudolf Dvorak, page 14 John Wiley & Sons, 2007
28. ↑  على سبيل المثال، أظهرت تجربة الرخام الاسود لعام 2012 التي أجرتها وكالة ناسا أن الضوء المستقر ومصادر الحرارة على الأرض، مثل حرائق الغابات المزمنة في أستراليا الغربية القاحلة، تنشأ من مناطق غير مأهولة، وتحدث بنحو طبيعي.<ref>"Wildfires Light Up Western Australia". Nasa.gov. 7 ديسمبر 2012. مؤرشف من الأصل في 2022-07-28. اطلع عليه بتاريخ 2013-07-10.
29. ↑  Beatty، Thomas G. (6 مايو 2022). "The Detectability of Nightside City Lights on Exoplanets". Monthly Notices of the Royal Astronomical Society. ج. 513 ع. 2: 2652–2662. arXiv:2105.09990. DOI:10.1093/mnras/stac469. مؤرشف من الأصل في 2022-10-30. اطلع عليه بتاريخ 2022-08-03.
30. ↑  Steigerwald، Bill (22 يناير 2021). "Find an Extraterrestrial Civilization Using Its Pollution". NASA. مؤرشف من الأصل في 2022-10-30. اطلع عليه بتاريخ 2021-04-04.
31. ↑  "Satellite sniffs out chemical traces of atmospheric pollution / Observing the Earth / Our Activities / ESA". Esa.int. 18 ديسمبر 2000. مؤرشف من الأصل في 2022-10-30. اطلع عليه بتاريخ 2013-07-10.
32. ↑  "Pollution on other planets could help us find aliens, Nasa says". The Independent (بالإنجليزية). 12 Feb 2021. Archived from the original on 2022-05-26. Retrieved 2021-03-06.
33. ↑  Herbst, Meghan (4 Mar 2021). "Can Alien Smog Lead Us to Extraterrestrial Civilizations?". Wired (بالإنجليزية الأمريكية). Archived from the original on 2022-10-30. Retrieved 2021-03-06.
34. ↑  Kopparapu، Ravi؛ Arney، Giada؛ Haqq-Misra، Jacob؛ Lustig-Yaeger، Jacob؛ Villanueva، Geronimo (22 فبراير 2021). "Nitrogen Dioxide Pollution as a Signature of Extraterrestrial Technology". The Astrophysical Journal. ج. 908 ع. 2: 164. arXiv:2102.05027. Bibcode:2021ApJ...908..164K. DOI:10.3847/1538-4357/abd7f7. S2CID:231855390.{{استشهاد بدورية محكمة}}:  صيانة الاستشهاد: دوي مجاني غير معلم (link)
35. ↑  Haqq-Misra، Jacob؛ Kopparapu، Ravi؛ Fauchez، Thomas J.؛ Frank، Adam؛ Wright، Jason T.؛ Lingam1، Manasvi (1 مارس 2022). "Detectability of Chlorofluorocarbons in the Atmospheres of Habitable M-dwarf Planets". The Planetary Science Journal. ج. 3 ع. 3: 60. arXiv:2202.05858. DOI:10.3847/PSJ/ac5404. S2CID:246824041. مؤرشف من الأصل في 2022-10-30. اطلع عليه بتاريخ 2022-08-03.{{استشهاد بدورية محكمة}}:  صيانة الاستشهاد: أسماء عددية: قائمة المؤلفين (link) صيانة الاستشهاد: دوي مجاني غير معلم (link)
36. ↑  Haqq-Misra، Jacob؛ Fauchez، Thomas J.؛ Schwieterman، Edward W.؛ Kopparapu، Ravi (1 أبريل 2022). "Disruption of a Planetary Nitrogen Cycle as Evidence of Extraterrestrial Agriculture". The Astrophysical Journal Letters. ج. 929 ع. 2: L28. arXiv:2204.05360. DOI:10.3847/2041-8213/ac65ff. S2CID:248119062. مؤرشف من الأصل في 2022-10-30. اطلع عليه بتاريخ 2022-08-03.{{استشهاد بدورية محكمة}}:  صيانة الاستشهاد: دوي مجاني غير معلم (link)
37. ↑  "Haze on Saturn's Moon Titan Is Similar to Earth's Pollution". Space.com. 7 يونيو 2013. مؤرشف من الأصل في 2022-10-30. اطلع عليه بتاريخ 2013-07-10.